# Медьма (Гыинское сельское поселение)
Ме́дьма — деревня в Кезском районе Удмуртской республики.

## География
Находится в северо-восточной части Удмуртии на расстоянии приблизительно 28 км на север по прямой от районного центра поселка Кез.

## История
Известна с 1701 года как починок «подле Медму речку» с 2 дворами. В 1873 году (уже деревня Медминская или Медна) отмечено 23 двора, в 1905 (село Медма) — 36 дворов и Христорождественская церковь (деревянная 1878 года постройки), в 1920 — 38 (28 удмуртских и 9 русских), в 1924 — 31 двор. До 2021 года входила в состав Гыинского сельского поселения.

## Население
Постоянное население составляло 2 человека (1710), 276 (1873), 219 (1905), 190 (1924), 95 человек в 2002 году (удмурты 94 %), 53 в 2012.